# 帆足計事件
帆足計事件（ほあしけいじけん）とは、国際会議に出席する目的で、日本国旅券の発給を申請した原告が、外務大臣から申請を拒否されて、そのために国際会議に出席できなかったことに対しての損害賠償を求めた事件。

## 事件の概要
原告帆足計は、1952年3月にソビエト連邦（ソ連）のモスクワで開催される国際経済会議に招請され、外務大臣（当時の外務大臣は吉田茂）に対してソ連行きの旅券の発給を申請した。しかし外務大臣は、帆足が旅券法13条1項5号（当時。現在は7号）にいう「著しく且つ直接に日本国の利益又は公安を害する行為を行う虞があると認めるに足りる相当の理由がある者」であると認定をして、旅券の発給を拒否したので、帆足は国際会議に出席することができなくなった。
そこで、帆足（他１名）は、渡航の権利を侵害されたとして、国に対して損害賠償を請求した。1、2審では原告敗訴、上告棄却により原告の敗訴確定した。

## 判旨
上告棄却（最高裁判所大法廷判決昭和33年9月10日 民事判例集12巻13号1969頁）
- 「海外渡航の自由」といっても、無制限に許されるものではなく、公共の福祉のために合理的な制限に服するものと解すべきであり、旅券法による制限も、合理的な制限の範囲内である。
- 当時は、冷戦という国際情勢であったため、資本主義国である日本から社会主義国の中心国であるソ連へ渡航するということは、「日本国の利益又は公安を害する行為を行う虞がある」として旅券の発給を拒否した外務大臣の処分には合理性がある。
- GHQ占領下の我が国や国際情勢において、外務大臣の拒否は違法というべきではない[1]。

田中耕太郎と下飯坂潤夫は、『多数意見は憲法二二条二項の、「外国に移住する自由」の中に外国へ一時旅行する自由をも含むものと解している。しかし、この解釈には承服できない。この条項が規定しているのは外国に移住することと国籍を離脱することの自由である（中略）要するに憲法二二条は一項にしろ二項にしろ旅行の自由を保障しているものではない。しからばこれについて規定がないから保障はないかというとそうではない。憲法の人権と自由の保障リストは歴史的に認められた重要性のあるものだけを拾つたもので、網羅的ではない。従つてその以外に権利や自由が存せず、またそれらが保障されていないというわけではない。我々が日常生活において享有している権利や自由は数かぎりなく存在している。それらはとくに名称が附されていないだけである。それらは一般的な自由または幸福追求の権利の一部分をなしている。本件の問題である旅行の自由のごときもその一なのである。この旅行の自由が公共の福祉のための合理的制限に服するという結論においては、多数意見と異るところはない』とする個別意見を表明している。